# Dustin Johnson
Dustin Hunter Johnson (Columbia, 22 juni 1984) is een golfprofessional uit de Verenigde Staten die momenteel uitkomt op de LIV Golf Tour.
Tijdens zijn carrière heeft Johnson reeds tweemaal een majortoernooi gewonnen met de US Open in 2016 en de Masters Tournament in 2022. Met zes overwinningen heeft hij na Tiger Woods de meeste overwinningen op de World Golf Championships, en hij was de eerste en enige speler die elk van de vier wereldkampioenschappen golf heeft gewonnen. In totaal heeft hij 38 professionele overwinningen behaald op verschillende Tours.
In februari 2017 werd Johnson voor de eerste keer de nummer 1 op de Official World Golf Ranking en bleef dit vervolgens 64 weken op rij, wat de 5e langste reeks is als nummer 1. Tussen 2018 en 2021 keerde hij meerdere malen opnieuw terug naar deze positie, en in totaal heeft Johnson meer dan 130 weken op nummer 1 gestaan.

## Amateur
Johnson speelde als amateur tussen 2003 en 2007 golf aan de Coastal Carolina University, waar hij tevens sportmanagement studeerde. In zijn laatste jaar maakte hij deel uit van de Amerikaanse teams die de Walker Cup en Arnold Palmer Cup wisten te winnen.

## Professional

### 2007-2009
Johnson werd aan het einde van 2007 professioneel golfer, en door als 14e te eindigen op een kwalificatietoernooi verdiende hij zijn PGA Tour-kaart voor het seizoen 2008.
In oktober 2008 lukte het Johnson om zijn eerste PGA Tour-toernooi te winnen op het Turning Stone Resort Championship. Vier maanden later won hij op de AT&T Pebble Beach National Pro-Am zijn tweede evenement, nadat Johnson aan de leiding stond na 54 holes en de laatste ronde werd afgelast door stormweer. In zijn allereerste Masters Tournament in 2009 werd Johnson slechts de tweede persoon in de geschiedenis van het Masters Tournament die opeenvolgende holes een eagle kon scoren. Aan het einde van 2015 stond Johnson als 15e op de ranking van het PGA Tour-seizoen.

### 2010
In februari 2010 verdedigde Johnson zijn titel op de AT&T Pebble Beach National Pro-Am. Op de US Open van dat jaar baarde hij opzien op dezelfde golfbaan als zijn toernooioverwinning eerder dat jaar,   door na 54 holes aan de leiding te gaan. Doordat hij in de laatste ronde een score van 82 behaalde eindigde Johnson op een gedeelde achtste plaats. Ook op het PGA Championship deed Johnson tot en met de laatste ronde mee voor de majortitel. Johnson had een voorsprong van één slag en leek door een bogey een play-off te forceren. Hij kreeg echter een straf van twee slagen omdat hij met zijn club het zand in de bunker raakte voordat hij sloeg, en viel daarmee terug naar de vijfde plaats.
Johnson doorbrak zijn pechreeks tijdens het BMW Championship als deel van de FedEx Cup play-offs. Het was Johnsons vierde overwinning op de PGA Tour en zijn eerste in een FedEx Cup playoff-toernooi. Hij eindigde 2010 als 4e op de ranking van het PGA Tour-seizoen.
In september van dat jaar speelde Johnson voor de eerste keer mee op de Ryder Cup namens het Amerikaanse team, dat uiteindelijk door Team Europa werd gewonnen.

### 2011
In 2011 behaalde Johnson zijn beste finish tot dan toe in een majorkampioenschap, door in juli van dat jaar tijdens The Open Championship op een gedeelde tweede plaats te eindigen met Phil Mickelson, drie slagen achter kampioen Darren Clarke. Door deze tweede plaats steeg Johnson naar een 7e plaatsen - zijn hoogste notering op dat moment - op de Official World Golf Ranking.
Johnson won zijn vijfde PGA Tour-titel op The Barclays, het eerste toernooi van de FedEx Cup play-offs. Het was zijn tweede 54-holes toernooizege uit zijn carrière, omdat het toernooi werd ingekort vanwege de dreiging van orkaan Irene. De overwinning bracht hem ook naar de 4de plaats op de wereldranglijst. Johnson noteerde geen enkele top-20 finish in de resterende FedEx Cup-toernooien en eindigde het kampioenschap als vierde in de eindstand.

### 2012-2013
Door een rugblessure moest Johnson tot mei 2012 de toernooien op de PGA Tour overslaan. Slechts twee weken na zijn terugkeer won hij met de the FedEx St. Jude Classic zijn zesde PGA Tour-titel, wat ook zijn enige titel van 2012 zou worden.
Ondanks zijn ingekorte seizoen werd Johnson gekozen voor het Amerikaanse team van de Ryder Cup 2012. Net als in zijn eerste deelname verloor Team USA van het Europese team.
Johnson begon 2013 met een overwinning op het Hyundai Tournament of Champions, een evenement dat is voorbehouden aan winnaars van het afgelopen seizoen. Door de hevige wind werd het toernooi uitgesteld, en werden er op maandag (36 holes) en dinsdag (18 holes) slechts 54 holes gespeeld. Het evenement was Johnsons zevende overwinning op de PGA Tour en zijn derde overwinning na het spelen van 54 holes. In november van dat jaar won Johnson de WGC-HSBC Champions. Met deze overwinning werd hij de eerste speler sinds Tiger Woods die minstens één toernooi in elk van zijn eerste zeven seizoenen op de PGA Tour kon winnen.

### 2014-2015
Op 31 juli 2014 kondigde Johnson aan dat hij de rest van het PGA Tour-seizoen vrij zou nemen om professionele hulp te zoeken voor "persoonlijke uitdagingen", zonder verder toe te lichten wat deze uitdagingen waren. Door Golf Magazine werd beweert dat Johnson zes maanden geschorst was door de PGA nadat hij positief had getest op cocaïne. De PGA Tour-officials gaven echter dat Johnsons absentie vrijwillig was en hij niet geschorst was.
Johnson keerde in februari 2015 terug op PGA Tour op de Farmers Insurance Open, waar hij de cut miste. In de volgende twee evenementen die hij speelde, noteerde hij twee top-vijf klasseringen: een gedeelde vierde plaats op de AT&T Pebble Beach National Pro-Am en een gedeelde tweede plaats op de Northern Trust Open. Deze resultaten brachten Johnson terug in de top-15 van de wereldranking. Twee weken later won hij het WGC-Cadillac Championship en deze overwinning bracht hem terug in de top-10 van de wereldranglijst.

### 2016
Johnson begon 2016 goed door in zijn eerste tien evenementen zes keer in de top-10 te eindigen. Op 19 juni 2016 kroonde Johnson zich voor de eerste keer tot majorkampioen door de US Open te winnen, al was dit niet zonder controverse. In zijn laatste ronde kreeg Johnson een straf voor het aanraken van bal toen hij zich wilde klaarmaken om te putten. Ondanks dat Johnson zelf ontkende dat hij de bal had geraakt, boog de USGA zich meerdere uren over het voorval, waardoor niemand - inclusief Johnson zelf - precies wist wie waar stond op het scorebord. Uiteindelijk kreeg Johnson een straf van één slag, waardoor hij met 3 slagen voorsprong de beker in ontvangst mocht nemen. Veel van 's werelds beste golfers zoals Jordan Spieth, Rory McIlroy en Rickie Fowler uitten na het toernooi hun kritiek over de amateuristische manier waarop de USGA hun beslissing nam.
Op 9 juli 2016 bevestigde Johnson dat hij niet zou deelnemen aan het golftoernooi op de Olympische Zomerspelen vanwege zorgen over het Zikavirus in Brazilië.
In september won Johnson won zijn derde toernooi van het jaar door in de FedEx Cup-play-offs het BMW Championship op zijn naam te schrijven. Johnson eindigde het seizoen bovenaan de PGA Tour-ranking en won verschillende awards (Arnold Palmer Award, Vardon Trophy, Byron Nelson Award en PGA Player of the Year) voor zijn uitzonderlijke seizoen. Vervolgens won Johnson met het Amerikaanse team ook nog voor de allereerste keer de Ryder Cup in Chaska, Minnesota.

### 2017
Nadat Johnson 2017 opnieuw sterk begonnen was met twee top-10 finishes in zijn eerste vier toernooien, won hij vervolgens het Genesis Open en steeg hij hiermee voor de eerste keer naar de nummer één positie op de Official World Golf Ranking. Johnsons overwinning op de Genesis Open betekende ook een plek in de geschiedenisboeken, want hij voegde zich bij Tiger Woods en Jack Nicklaus als de derde golfer die een titel wist te winnen in elk van hun eerste 10 seizoenen op de PGA Tour.
In maart gaf Johnson zijn goede vorm een vervolg door het WGC-Mexico Championship te winnen. Drie weken later bleef Johnson ongeslagen op het WGC-Dell Technologies Match Play en won hij voor de vijfde keer de WGC-titel. De overwinning betekende ook dat Johnson de allereerste speler werd die alle vier de WGC-toernooien kon winnen. Tevens betekende het zijn derde PGA Tour-titel op rij na slechts zeven starts in 2017.
In augustus won Johnson met het eerste FedEx Cup play-offtoernooi, The Northern Trust, zijn 16e titel op de PGA-Tour. Met zijn vierde titel in 2017 was het de eerste keer dat hij meer dan drie PGA Tour-titels won in hetzelfde seizoen.

### 2018
In januari 2018 won Johnson voor de tweede keer het Sentry Tournament of Champions. Door zijn overwinning werd hij slechts de derde speler in de laatste 30 jaar - naast Woods en Phil Mickelson - om 17 PGA Tour-overwinningen te behalen voor de leeftijd van 34. In juni won Johnson de FedEx St. Jude Classic voor een tweede maal, waarmee hij zijn nummer 1-positie op de wereldranglijst terug veroverde. In diezelfde maand boekte Johnson zijn derde overwinning van het seizoen door de RBC Canadian Open te winnen.
In september 2018 kwalificeerde Johnson zich voor het Amerikaanse team dat deelnam aan de Ryder Cup. Het Amerikaanse team verloor in Frankrijk de Ryder Cup van het Europese team met een score van 17,5-10,5. Het was voor Johnson het derde verlies van zijn vier deelnames.

### 2019
In februari 2019 won Johnson de Saudi International op de Europese Tour. De overwinning was Johnsons zesde European Tour-titel, maar pas zijn eerste reguliere Tour-evenement buiten de majors en WGC's om. Hierdoor werd hij de op vier na succesvolste Amerikaanse speler in de geschiedenis van de European Tour, na Tiger Woods, Phil Mickelson, Jack Nicklaus en Tom Watson. Later die maand won Johnson het WGC-Mexico Championship voor de derde keer in zijn carrière. Deze toernooiwinst werd zijn 20e overwinning in zijn carrière op de PGA Tour, waardoor hij levenslang een Tour-kaart behoudt.
In april 2019 eindigde Johnson op een gedeelde tweede plaats in het Masters Tournament, op één slag achterstand van winnaar Tiger Woods. De volgende maand eindigde Johnson als tweede op het PGA Championship. Hiermee werd hij de achtste persoon die in alle vier de majors op een tweede plaats kon eindigen.

### 2020-2021
Op 2 maart 2020 kondigde Johnsons manager aan dat Johnson vanwege zijn geplande schema niet naar Tokio zou afreizen om aan de Olympische Zomerspelen deel te nemen. In augustus van dat jaar ging Johnson 54 holes aan de leiding op het PGA Championship, maar eindigde hij op een gedeelde tweede plaats eindigde achter winnaar Collin Morikawa.
Twee weken later won Johnson The Northern Trust, waarbij hij met een 11-onder-par score van 60 de beste ronde uit zijn carrière neerzette. Met de overwinning op het eerste toernooi van de FedEx Cup play-offs steeg hij naar de eerste plaats in het puntenklassement van het seizoen en keerde hij terug naar de nummer één op de Official World Golf Ranking. Op 7 september won Johnson het Tour Championship en de FedEx Cup. Vervolgens werd hij voor de tweede keer in zijn carrière uitgeroepen tot Speler van het Jaar op de PGA Tour.
Op 15 november won Johnson het (uitgestelde) Masters Tournament. Met een recordtotaal van 20 onder par verbeterde hij het vorige record dat gezamenlijk in handen was van Tiger Woods (in 1997) en Jordan Spieth (in 2015). Het was zijn tweede majortitel en zijn 24e officiële overwinning op de PGA Tour. Met de overwinning verlengde hij zijn reeks van het winnen van ten minste één toernooi per seizoen tot 14.
Op 7 februari 2021 won Johnson voor de tweede keer de Saudi International, wat zijn 9e overwinning op de Europese Tour betekende. In september 2021 speelde Johnson in het Amerikaanse team in de Ryder Cup, waar het Amerikaanse team won met 19-9 en Johnson voor de tweede keer een Ryder Cup-overwinning behaalde.

### 2022
Nadat Johnson in 2022 nog geen toernooi op zijn naam wist te schrijven, werd op 31 mei aangekondigd dat Johnson deel zou uitmaken van het deelnemersveld van de nieuwe LIV Golf Invitational Series.
De dag na de bekendmaking van het deelnemersveld verklaarde PGA Tour-commissaris Jay Monahan dat leden van de PGA Tour moesten kiezen tussen de LIV Golf Series en de PGA Tour. Ook besloot RBC naar aanleiding van Johnsons deelname de persoonlijke sponsoring te beëindigen. Op 7 juni besloot Johnson op niet langer op de PGA Tour uit te komen, en later bleek dat de PGA Tour alle spelers die deelnamen aan LIV Golf, inclusief Johnson, niet langer aan Tour-evenementen of de Presidents Cup mochten deelnemen.
Sinds zijn overstap won Johnson drie toernooien op de LIV Golf Tour, en behoorde hij ook tot het winnende team (4 Aces GC) dat de teamcompetitie wist te winnen.

## Gewonnen toernooien

### PGA Tour
- Turning Stone Resort Championship (2008)
- AT&T Pebble Beach National Pro-Am (2009, 2010)
- BMW Championship (2010, 2016)
- The Barclays/The Northern Trust (2011, 2017, 2020)
- FedEx St. Jude Classic (2012, 2018)
- Hyundai Tournament of Classics/Sentry Tournament of Champions (2013, 2018)
- WGC-HSBC Champions (2013)
- WGC-Cadillac Championship (2015)
- US Open (2016)
- WGC-Bridgestone Invitational (2016)
- Genesis Open (2017)
- WGC-Mexico Championship (2017, 2019)
- WGC-Dell Technologies Match Play (2017)
- RBC Canadian Open (2018)
- Travelers Championship (2020)
- Tour Championship (2020)
- The Masters Tournament (2020)

### Europese PGA Tour
- Saudi International (2019, 2021)

### LIV Golf Tour
- LIV Golf Invitational Boston (2022)
- LIV Golf Tulsa (2023)
- LIV Golf Las Vegas (2024)

### Andere overwinningen
- Shark Shootout - met Ian Poulter (2010)
- TaylorMade Driving Relief - met Rory McIlroy (2022)

### Kampioenschappen
- Ryder Cup (2016, 2021)
- FedEx Cup (2020)
- Presidents Cup (2011, 2013, 2015, 2017, 2019)